# Nhiều bạn tình

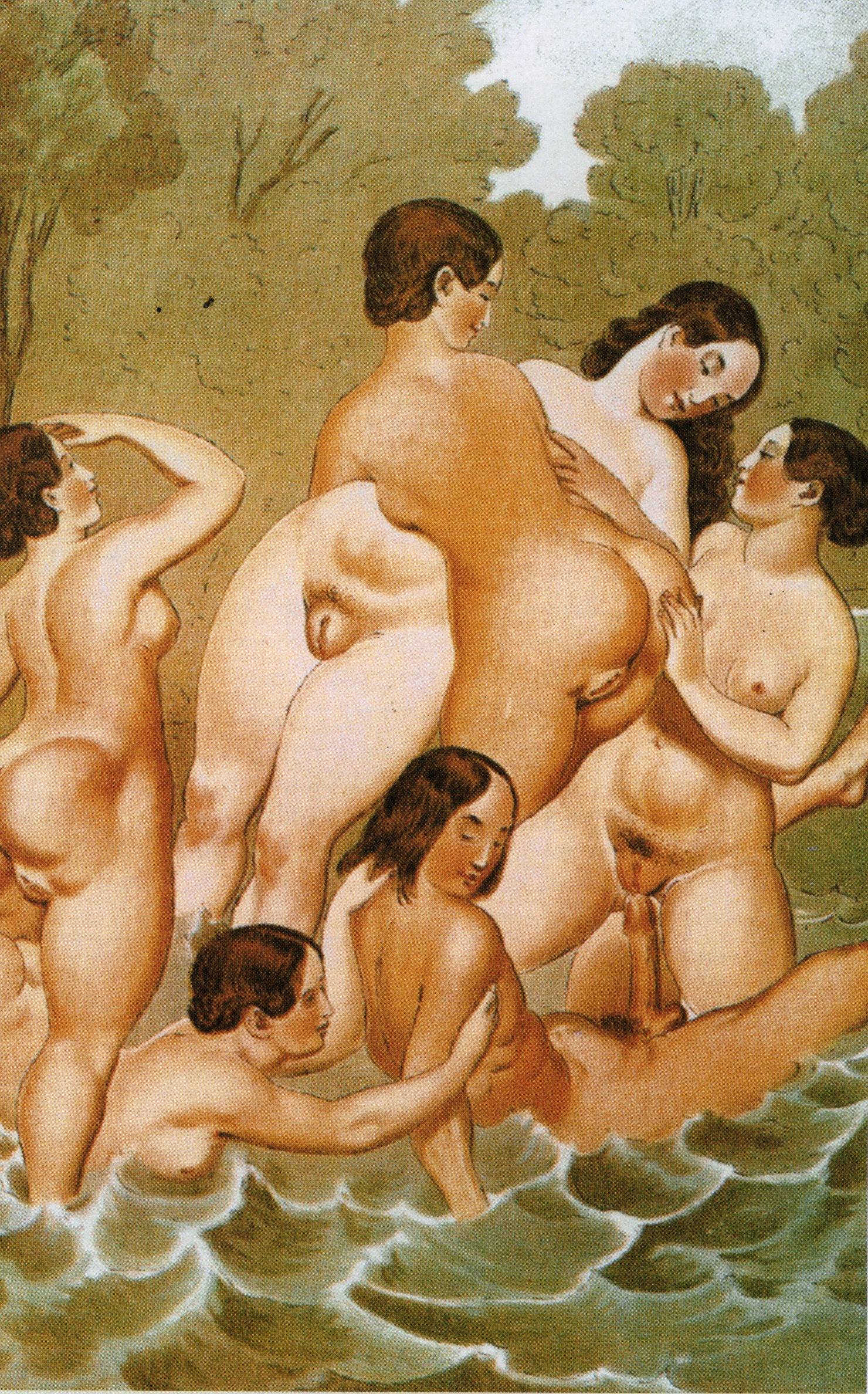
Tranh vẽ tả cảnh quan hệ tình dục theo nhóm

Nhiều bạn tình (Multiple sex partners/MSP) hay còn gọi là đa bạn tình là thuật ngữ dùng để chỉ việc một người từng có quan hệ tình dục với nhiều hơn một đối tác tình dục (bạn tình) trong một khoảng thời gian nhất định, có thể là cùng lúc hoặc nối tiếp nhau. Đây là chỉ số thước đo và tần suất tham gia hoạt động tình dục với hai hoặc nhiều người trong một khoảng thời gian cụ thể, có thể xảy ra đồng thời hoặc nối tiếp nhau. Thuật ngữ đa ái (Polyamorous) là một hành vi chứ không phải là thước đo mô tả nhiều mối quan hệ tình dục cùng một lúc. Nhiều bạn tình có thể chỉ về nhiều bạn tình trong suốt cuộc đời khi một người có nhiều hơn một bạn tình trong tổng số các mối quan hệ tình dục mà họ đã từng có hoặc hiểu theo nghĩa nhiều bạn tình trong cùng một khoảng thời gian khi một người có quan hệ tình dục với nhiều hơn một người trong một khoảng thời gian cụ thể (trong một tháng, một năm, hoặc đồng thời) và đây thường là cách hiểu phổ biến hơn khi nói về MSP trong bối cảnh sức khỏe cộng đồng. 
Quan hệ tình dục bừa bãi là hành vi có nhiều bạn tình khác nhau, trong trường hợp của phụ nữ, hành vi này thường được gọi là nymphomania. Tình trạng này đều được coi là những đặc điểm có thể là cưỡng chế và bệnh lý, có liên quan chặt chẽ đến chứng cuồng dâm. Các tổ chức như Trung tâm Kiểm soát và Phòng ngừa Dịch bệnh (CDC) đã định lượng MSP theo các cách khác nhau tùy theo nhóm tuổi. Ví dụ, đối với người từ 25 tuổi trở lên, MSP có thể được hiểu là có bốn hoặc nhiều hơn bạn tình trong một năm. Đối với thanh thiếu niên, MSP có thể được định nghĩa là có bốn bạn tình trở lên trong suốt cuộc đời. Việc có nhiều bạn tình làm tăng nguy cơ mắc nhiều bệnh lây truyền qua đường tình dục (STIs) và các tình trạng sức khỏe khác. Những người trẻ mắc MSP trong năm ngoái là một chỉ số được Trung tâm Kiểm soát và Phòng ngừa Dịch bệnh (CDC) sử dụng để đánh giá hành vi tình dục nguy cơ ở thanh thiếu niên và là một công cụ để theo dõi những thay đổi về tỷ lệ nhiễm HIV/AIDS và tử vong trên toàn thế giới. Trong bối cảnh văn hóa truyền thống, việc có nhiều bạn tình thường được nhìn nhận một cách tiêu cực và khắt khe, đặc biệt đối với phụ nữ, và gắn liền với sự "trụy lạc", phóng đãng, lăng loàn, hoặc "lối sống không lành mạnh". 

## Hệ lụy

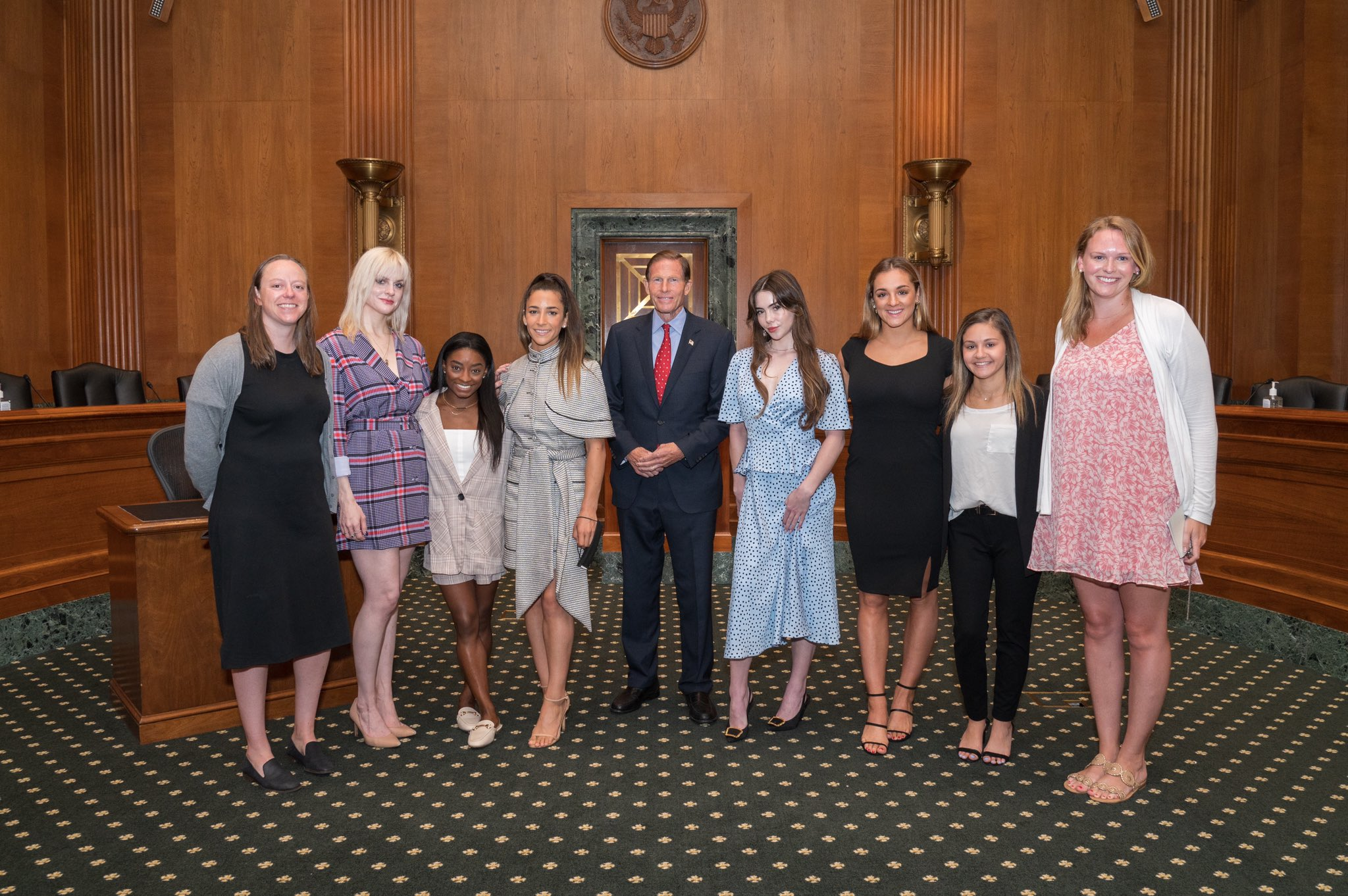
Richard Blumenthal cùng những nhân chứng sau vụ lạm dụng tình dục ở USA Gymnastics

Việc quan hệ nhiều bạn tình cũng có thể ảnh hưởng đến tâm lý và các mối quan hệ xã hội, việc có nhiều bạn tình làm tăng nguy cơ mắc nhiều bệnh và các tình trạng khác, bao gồm các bệnh lây truyền qua đường tình dục, mang thai ngoài ý muốn, và các vấn đề về rối loạn sử dụng chất gây nghiện. Việc có nhiều bạn tình có thể mang lại những trải nghiệm tình dục đa dạng và sự thỏa mãn cá nhân đối với một số người. Nghiên cứu cũng chỉ ra rằng có thể có một số lợi ích liên quan đến sức khỏe thể chất của con cái của những con cái quan hệ tình dục bừa bãi ở một số loài động vật. Mặc dù có một số quan điểm cho rằng việc này có thể mang lại sự thỏa mãn tình dục hoặc khám phá bản thân, nhưng những rủi ro về sức khỏe là đáng kể. Hành vi này đi kèm với những rủi ro đáng kể về sức khỏe, đặc biệt là nguy cơ lây nhiễm các bệnh qua đường tình dục (STIs) như HIV, lậu, giang mai, HPV (virus gây u nhú ở người), viêm gan B, C. MSP là một yếu tố quan trọng được xem xét trong các nghiên cứu về sức khỏe tình dục, đặc biệt là liên quan đến các bệnh lây truyền qua đường tình dục (STIs) như HIV/AIDS, lậu, giang mai, chlamydia, mụn rộp sinh dục. Việc có nhiều bạn tình làm tăng nguy cơ phơi nhiễm và lây truyền các bệnh này do khả năng tiếp xúc với nhiều nguồn lây nhiễm khác nhau. Số lượng bạn tình cao trong cuộc đời một người thường có nghĩa là họ có nguy cơ mắc bệnh lây truyền qua đường tình dục và ung thư đe dọa tính mạng cao hơn.
Một số người có thể trải nghiệm cảm giác tội lỗi, lo âu, hoặc căng thẳng liên quan đến việc có nhiều bạn tình, đặc biệt nếu điều đó không phù hợp với giá trị cá nhân hoặc chuẩn mực xã hội của họ. Việc có nhiều bạn tình có thể gây ra các vấn đề trong các mối quan hệ về lòng tin, sự ghen tuông hoặc mâu thuẫn trong các mối quan hệ. Tùy thuộc vào văn hóa và xã hội, việc có nhiều bạn tình có thể bị đánh giá khác nhau, từ việc được chấp nhận trong một số cộng đồng đa phu/đa thê hoặc các mối quan hệ mở, đến việc bị kỳ thị hoặc coi là không đúng mực trong các xã hội truyền thống hơn và bị đánh giá là lăng nhăng, lăng loàn, phóng đãng, dâm đãng. Ở Việt Nam trong bối cảnh phòng chống các bệnh lây truyền qua đường tình dục (STIs), đặc biệt là từ khi dịch HIV/AIDS bắt đầu lan rộng ở Việt Nam vào những năm cuối thập niên 1980 và đầu thập niên 1990 thì việc giáo dục về nguy cơ lây nhiễm HIV/AIDS thường nhấn mạnh đến các hành vi nguy cơ cao, trong đó có việc "quan hệ tình dục với nhiều người" hoặc "có nhiều bạn tình". Các chiến dịch truyền thông về HIV/AIDS từ khoảng những năm đầu thập niên 1990 đã công khai cảnh báo về nguy cơ này. Trong các nghiên cứu về sức khỏe sinh sản, HIV/AIDS và hành vi tình dục, khái niệm này cũng luôn được đưa vào như một yếu tố nguy cơ. Các số liệu thống kê về "số lượng bạn tình" hoặc "quan hệ với người không phải vợ/chồng" đã được thu thập và phân tích trong các báo cáo y tế công cộng và xã hội học từ những năm giữa thập niên 1990 trở đi. 
Những chi phí y tế phần lớn liên quan đến hậu quả nghiêm trọng đối với sức khỏe thể chất và tinh thần. Rủi ro sức khỏe thể chất chủ yếu bao gồm nguy cơ nhiễm trùng lây truyền qua đường tình dục, chẳng hạn như HIV và AIDS, gia tăng khi cá nhân có bạn tình trong suốt cuộc đời. Các rủi ro về sức khỏe tâm thần thường liên quan đến những cá nhân quan hệ tình dục bừa bãi là rối loạn tâm trạng và rối loạn nhân cách, thường dẫn đến rối loạn sử dụng chất gây nghiện và/hoặc Bệnh tật mãn tính tái phát trường diễn. Những ảnh hưởng này thường dẫn đến một số vấn đề lâu dài khác trong cuộc sống của mọi người và trong các mối quan hệ của họ, đặc biệt là đối với thanh thiếu niên hoặc những người có tiền sử bệnh lý, rối loạn hoặc các yếu tố như rối loạn chức năng gia đình và căng thẳng xã hội. Ở khu vực châu Phi cận Sahara, thanh thiếu niên tham gia vào các hoạt động tình dục bừa bãi phải đối mặt với nhiều rủi ro về sức khỏe và kinh tế liên quan đến mang thai ở tuổi vị thành niên, tử vong bà mẹ, biến chứng khi chuyển dạ và mất cơ hội học tập. Người ta cho rằng mối liên hệ ngày càng tăng giữa các bệnh lây truyền qua đường tình dục ở thanh thiếu niên có thể là kết quả của các rào cản đối với các dịch vụ phòng ngừa và quản lý, chẳng hạn như rào cản về cơ sở hạ tầng (cơ sở điều trị y tế không phù hợp), rào cản về chi phí, rào cản về giáo dục và các yếu tố xã hội như lo ngại về tính bảo mật và sự xấu hổ. Trong khi tỷ lệ mắc các bệnh lây truyền qua đường tình dục này tăng ở những người từ 15-24 tuổi tại Hoa Kỳ đối với cả nam và nữ trong giai đoạn 2016–2017, thì tỷ lệ nhiễm Chlamydia vẫn luôn cao nhất ở phụ nữ trẻ từ 15-24 tuổi. Ở Hoa Kỳ, nguy cơ nhiễm trùng papillomavirus ở người là bệnh lây truyền qua đường tình dục phổ biến nhất.